# 23018 Аннморіарті
23018 Аннморіарті (1999 VY190, 1976 UV18, 1997 EQ37, 1998 MN22, 23018 Annmoriarty) — астероїд головного поясу, відкритий 15 листопада 1999 року.
Тіссеранів параметр щодо Юпітера — 3,485.